# Cysticapnos parviflora
Cysticapnos parviflora är en vallmoväxtart som beskrevs av M. Lidén. Cysticapnos parviflora ingår i släktet Cysticapnos och familjen vallmoväxter. Inga underarter finns listade i Catalogue of Life.